# Georg III. (Vereinigtes Königreich)

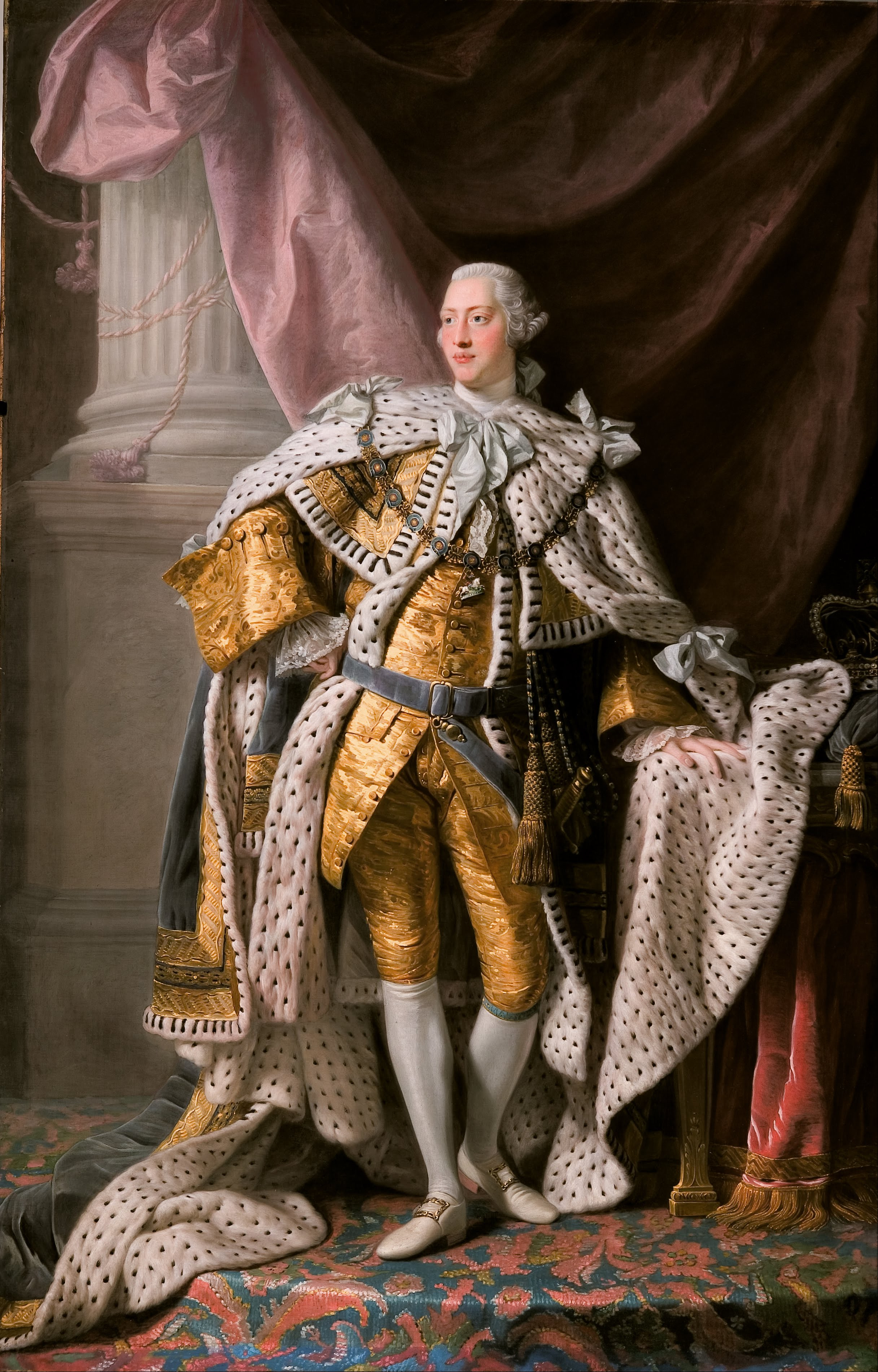
Krönungsporträt Georgs III., gemalt von Allan Ramsay (1762)

Georg III. Wilhelm Friedrich (englisch George William Frederick; * 24. Maijul. / 4. Juni 1738greg. in London; † 29. Januar 1820 auf Windsor Castle) war von 1760 bis 1801 König von Großbritannien und Irland, danach bis zu seinem Tod König des Vereinigten Königreichs Großbritannien und Irland. Im Heiligen Römischen Reich regierte er als Kurfürst von Braunschweig-Lüneburg, seit dem Wiener Kongress als König von Hannover (1814). Außerdem war er der letzte britische Monarch, der sich infolge des Hundertjährigen Krieges als König von Frankreich bezeichnete. Während des Ersten Koalitionskriegs war er kurzzeitig auch König von Korsika (1794–1796).
Georg war der dritte britische Monarch aus dem Haus Hannover, doch der erste, der in Großbritannien geboren wurde und dessen Muttersprache Englisch war. In seine Herrschaftszeit, die länger war als die jedes britischen Monarchen vor ihm, fallen der Gewinn der französischen Kolonien in Kanada und der französischen Besitzungen in Indien (1763), aber auch der Verlust eines großen Teils der nordamerikanischen Kolonien im Amerikanischen Unabhängigkeitskrieg (1775–1783). Die über zwei Jahrzehnte dauernden Koalitionskriege gegen Frankreich endeten 1815 mit der Niederlage Napoleons in der Schlacht bei Waterloo; auch konnte die britische Dominanz auf den Weltmeeren ausgebaut werden (Näheres im Artikel Britisches Weltreich).
Die zweite Hälfte seiner Herrschaft war von einer zunächst sporadisch auftretenden und schließlich permanenten psychischen Erkrankung geprägt. Heute wird angenommen, dass sie Folge einer Stoffwechselstörung (Porphyrie) war. 1810 hatte sich sein Geisteszustand dermaßen verschlechtert, dass 1811 sein ältester Sohn als Prinzregent eingesetzt werden musste, der die Amtsgeschäfte übernahm; dieser trat dann 1820 als Georg IV. die Thronfolge an. Wegen seines relativ bescheidenen Lebensstils und seiner Vorliebe für das Landleben erhielt Georg III. den Spitznamen Farmer George („Bauer Georg“).

## Leben

### Kindheit und Jugend

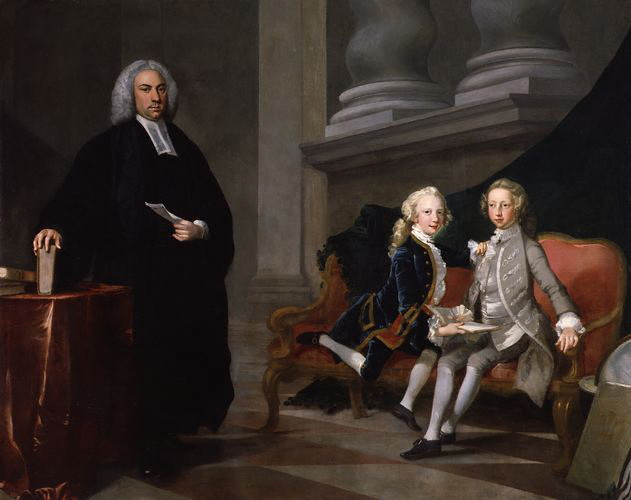
Der künftige König Georg III. (rechts) mit seinem Bruder Eduard und seinem Lehrer Francis Ayscough, gemalt von Richard Wilson (ca. 1749)

Georg wurde am Morgen des 4. Juni 1738 im Norfolk House in London geboren. Er war ein Mitglied des Fürstengeschlechts der Welfen, zu seinen Vorfahren gehörte unter anderen Heinrich der Löwe. Sein Vater war Friedrich Ludwig von Hannover, seine Mutter war Augusta von Sachsen-Gotha-Altenburg. König Georg II. war sein Großvater. Da Prinz Georg zwei Monate zu früh geboren war und seine Überlebenschancen gering schienen, wurde er noch am selben Tag von Thomas Secker, dem Bischof von Oxford, getauft. Einen Monat später folgte eine öffentliche Taufe im Norfolk House, erneut durch Secker. Seine Paten waren König Friedrich von Schweden, sein Onkel Herzog Friedrich III. von Sachsen-Gotha-Altenburg und seine Großtante Sophie Dorothea von Hannover, Königin in Preußen, die alle Stellvertreter entsandten.
Georg erwies sich als gesundes, zurückhaltendes und schüchternes Kind. Die Familie zog an den Leicester Square, wo Privatlehrer ihn und seinen jüngeren Bruder Eduard unterrichteten. Laut Briefen der Familie konnte er als Achtjähriger sowohl auf Englisch als auch auf Deutsch lesen und schreiben sowie aktuelle politische Ereignisse kommentieren. Er war der erste britische Monarch, der eine systematische wissenschaftliche Bildung erhielt. Neben Chemie und Physik gehörten Astronomie, Mathematik, Französisch, Latein, Geschichte, Musik, Geografie, Handel, Landwirtschaft und Verfassungsrecht zu seinem Lehrplan, aber auch Tanzen, Fechten und Reiten. Sein Religionsunterricht war vollständig anglikanisch.
Friedrich Ludwig starb am 31. März 1751, woraufhin der Titel des Duke of Edinburgh an seinen Sohn fiel. Der neue Herzog war nun Thronfolger und erhielt dementsprechend den Titel Prince of Wales. Seine Mutter misstraute ihrem jähzornigen Schwiegervater Georg II., der mit ihrem Ehemann zerstritten gewesen war und seinen Sohn und Erben jahrelang vom Königshof ferngehalten hatte; aus diesem Grund lebte Georg von seinem Großvater getrennt. Großen Einfluss in Georgs Kindheit übte der Earl of Bute aus, der spätere Premierminister.

### Heirat und Familienleben

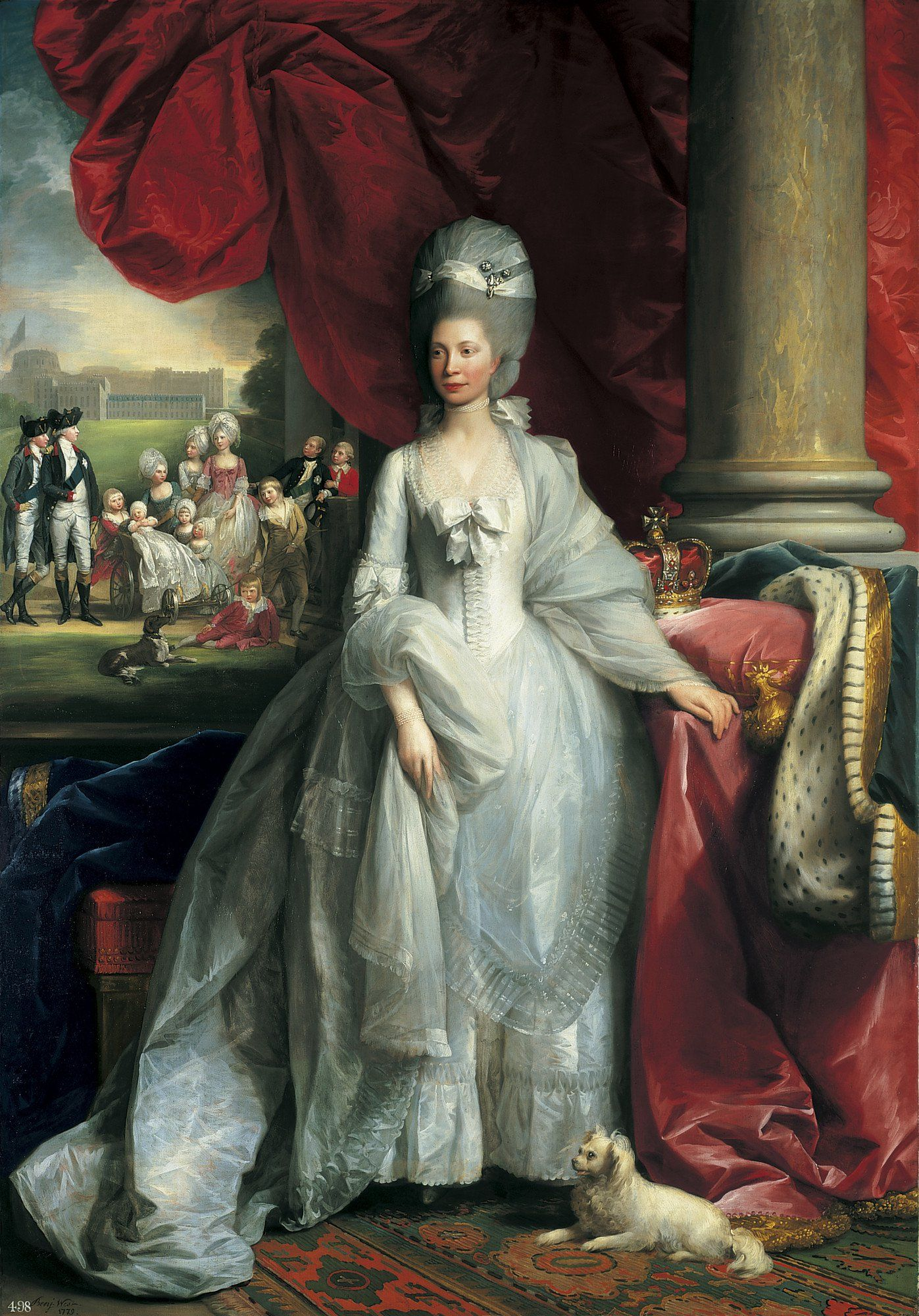
Benjamin West, Sophie Charlotte von Mecklenburg-Strelitz, 1779, Royal Collection

1759 war Georg in Lady Sarah Lennox, die Schwester des Duke of Richmond, verliebt, doch Lord Bute riet ihm davon ab, mit ihr eine engere Beziehung einzugehen. Georg und seine Mutter widersetzten sich dem Vorhaben des Königs, ihn mit Herzogin Sophie Caroline Marie von Braunschweig-Wolfenbüttel zu verheiraten.
Nach dem Tod seines Großvaters am 25. Oktober 1760 trat Georg die Nachfolge an und wurde König von Großbritannien, König von Irland sowie Kurfürst von Braunschweig-Lüneburg („Kurhannover“). Daraufhin wurde in den verschiedenen europäischen Herrscherhäusern nach einer geeigneten Gemahlin gesucht. Am 8. September 1761 heiratete der König in der Chapel Royal des St James’s Palace Prinzessin Sophie Charlotte von Mecklenburg-Strelitz, die er erst am Hochzeitstag kennengelernt hatte. Zwei Wochen später wurden beide in der Westminster Abbey gekrönt. Georg hatte nie eine Geliebte (im Gegensatz zu seinem Großvater und dessen Söhnen) und das Paar führte offenbar eine glückliche Ehe. Zusammen hatten sie fünfzehn Kinder – neun Söhne und sechs Töchter. Außerdem kaufte er 1762 für sie das Buckingham House (auf dem Grundstück des heutigen Buckingham Palace) als Rückzugsort für die Familie. Seine anderen Residenzen waren Kew Palace und Windsor Castle, während er den St James’s Palace lediglich für offizielle Zwecke nutzte. Er unternahm kaum größere Reisen und verbrachte sein gesamtes Leben im Süden Englands. Von 1789 bis 1805 war er einmal jährlich in Weymouth im Urlaub und machte diesen kleinen Ort als eines der ersten Seebäder Englands bekannt.
Über einhundert Jahre nach Georgs Heirat mit Sophie Charlotte kursierten Gerüchte, er habe bereits am 17. April 1759 eine Quäkerin namens Hannah Lightfoot geheiratet. In diesem Falle wäre er ein Bigamist gewesen und sämtliche Kinder aus der Ehe mit Charlotte wären als illegitim erklärt worden. Doch es stellte sich heraus, dass Lightfoot gar nicht mit ihm hätte verheiratet sein können. Sie war bereits seit 1753 die Gattin von Isaac Axelford und starb im Dezember 1759, womit aus einer im April 1759 geschlossenen Ehe gar keine Kinder hätten entstammen können. Die angebliche Heirat wurde 1866 in einem Gerichtsprozess gegen Lavinia Ryves, die Tochter der Hochstaplerin Olivia Serres, erwähnt, die sich als „Prinzessin Olive“ ausgegeben hatte. Eine vorgelegte Heiratsurkunde erwies sich als Fälschung.

### Erste Herrschaftsjahre

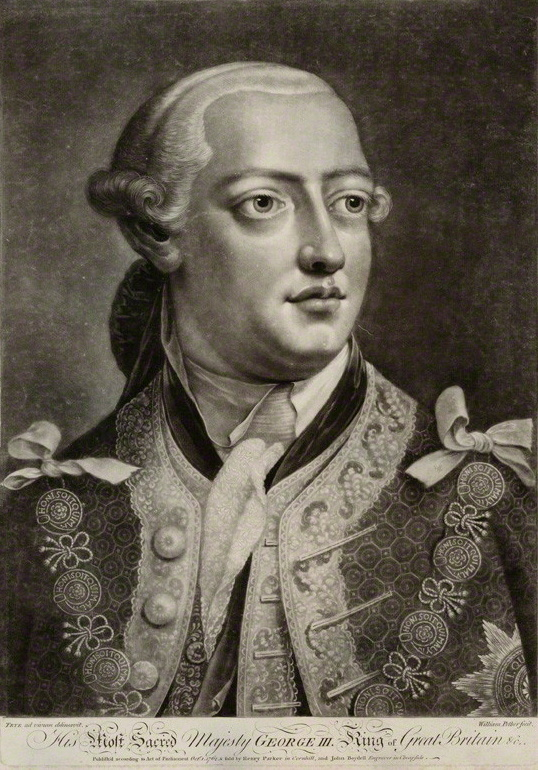
Mezzotinto von Georg III., nach einem Gemälde von Thomas Frye (1762)

Obwohl Politiker aller Parteien Georgs Amtsantritt zunächst begrüßt hatten, waren seine ersten Herrschaftsjahre von politischer Instabilität geprägt, hauptsächlich aufgrund von Meinungsverschiedenheiten bezüglich des Siebenjährigen Krieges. Er bevorzugte Minister aus den Reihen der königstreuen Tories, weshalb die Whigs in ihm einen Autokraten sahen. Bei seinem Amtsantritt generierten die Ländereien der Krone relativ wenig Einkommen. Georg gab die Kontrolle über die Crown Estate an das Parlament ab und erhielt im Gegenzug eine jährliche Zivilliste, um die Kosten für den königlichen Haushalt und die Zivilregierung zu bestreiten. Behauptungen, Georg habe die Einkünfte verwendet, um Unterstützer mit Bestechungsgeldern und Geschenken zu belohnen, werden von Historikern in Frage gestellt. Das Parlament beglich die während seiner Herrschaftszeit auf drei Millionen Pfund angewachsenen Schulden und erhöhte mehrmals den Betrag der Zivilliste. Georg unterstützte die Royal Academy mit großen Beträgen aus seinem Privatvermögen und spendete mehr als die Hälfte seines persönlichen Einkommens für wohltätige Zwecke.

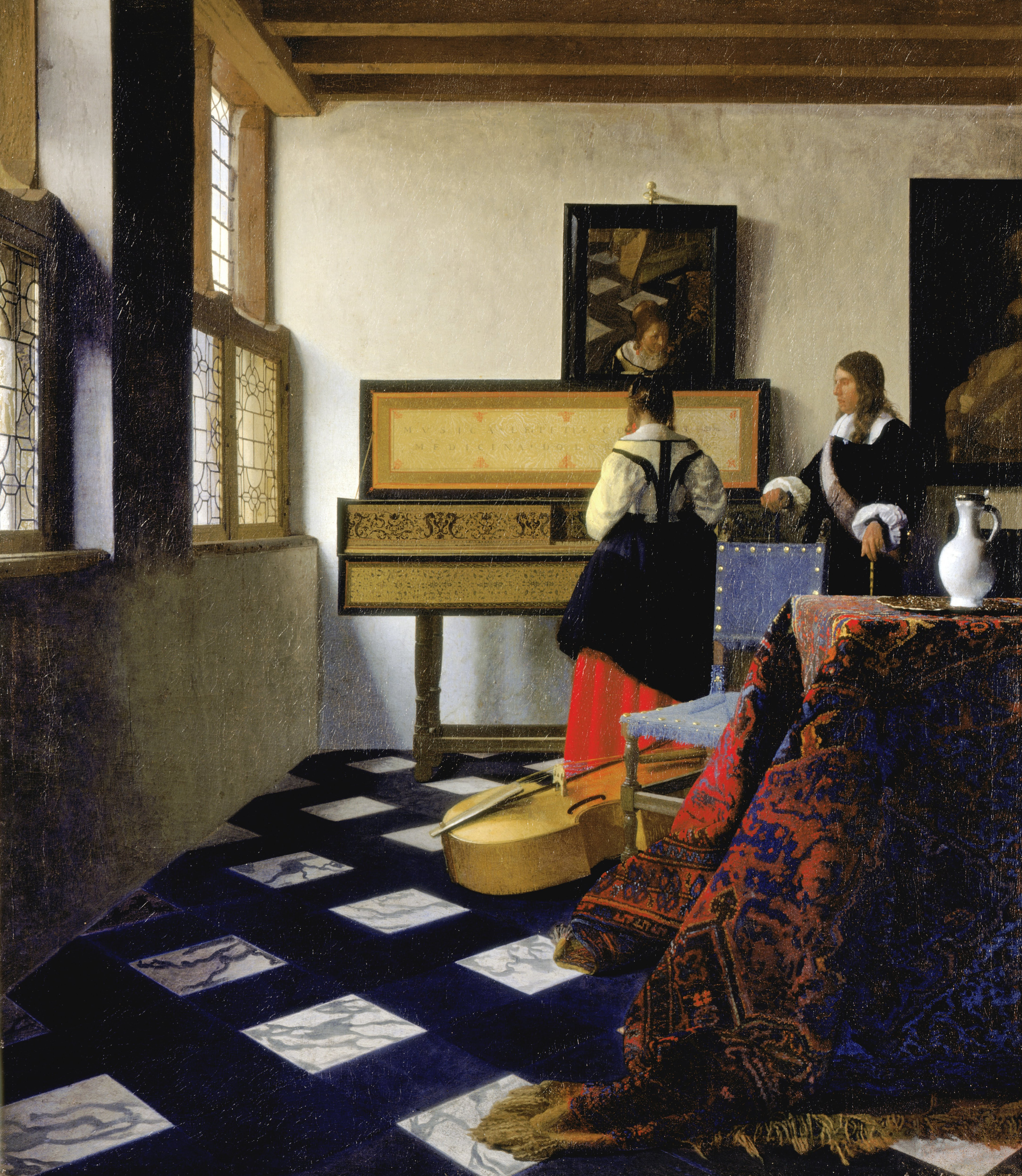
Die Musikstunde, 1762 käuflich erworben von König Georg III.

Als bedeutendste Ankäufe für seine Kunstsammlung gelten 1762 'Die Musikstunde' von Jan Vermeer und mehrere Canaletto-Bilder mit dem Erwerb der Sammlung seines Konsuls in Venedig Joseph Smith. Allerdings blieb er mehr als Sammler von Büchern in Erinnerung. Die von ihm begründete King’s Library stand Gelehrten offen und bildete die Grundlage für eine neue Nationalbibliothek.
Im Mai 1762 wurde die Whig-Regierung von Lord Newcastle durch eine Regierung abgelöst, an deren Spitze der schottische Tory Lord Bute stand. Butes Gegner verbreiteten das verleumderische Gerücht, er habe eine Affäre mit der Mutter des Königs, und nutzten anti-schottische Vorurteile unter den Engländern aus. Das Parlamentsmitglied John Wilkes veröffentlichte die Wochenzeitung The North Briton, um Bute und dessen Regierung anzugreifen. Wilkes wurde wegen aufrührerischer Verleumdung verhaftet, konnte aber nach Frankreich fliehen. Er wurde aus dem House of Commons ausgeschlossen und in Abwesenheit verurteilt. Im April 1763 trat Lord Bute nach Abschluss des Pariser Friedens, der den Krieg beendete, zurück. Dies ermöglichte es den Whigs, unter der Führung von George Grenville wieder die Macht zu übernehmen.
Im selben Jahr erließ die Regierung auf Anordnung Georgs die Königliche Proklamation von 1763, welche die Ausdehnung der nordamerikanischen Kolonien westlich der Appalachen einschränkte. Ziel der Proklamation war es, die Kolonisten zu Verhandlungen mit den Ureinwohnern zu zwingen. Dadurch sollten Landkäufe rechtmäßig durchgeführt werden können, was wiederum die kostspieligen Kriegshandlungen wegen Landkonflikten an den Grenzen reduzieren sollte. Die Proklamationslinie, wie sie bald hieß, war bei den amerikanischen Kolonisten unbeliebt und führte zu einer noch größeren Entfremdung von der britischen Regierung. Da die Kolonisten bis dahin fast keine Steuern bezahlen mussten, hielt es die Regierung für gerechtfertigt, sie an den Kosten für militärische Operationen zum Schutz vor Aufständen der Ureinwohner zu beteiligen. Zentrales Anliegen der Kolonisten war nicht die Höhe der Steuern, sondern die Frage, ob das Parlament ohne Zustimmung der Amerikaner Steuern erheben dürfe, da die Amerikaner nicht im Parlament vertreten waren („No taxation without representation“). Im März 1765 führte Grenville das Stempelgesetz ein, mit dem auf sämtliche Druckerzeugnisse in den nordamerikanischen Kolonien eine Gebühr erhoben wurde; dadurch sollte ein Teil der Kosten gedeckt werden. Grenville versuchte, Georgs Befugnisse einzuschränken. Der König bat William Pitt den Älteren, das Amt des Premierministers zu übernehmen, jedoch ohne Erfolg. Er entschied sich dann für den Marquess of Rockingham und entließ Grenville im Juli 1765.

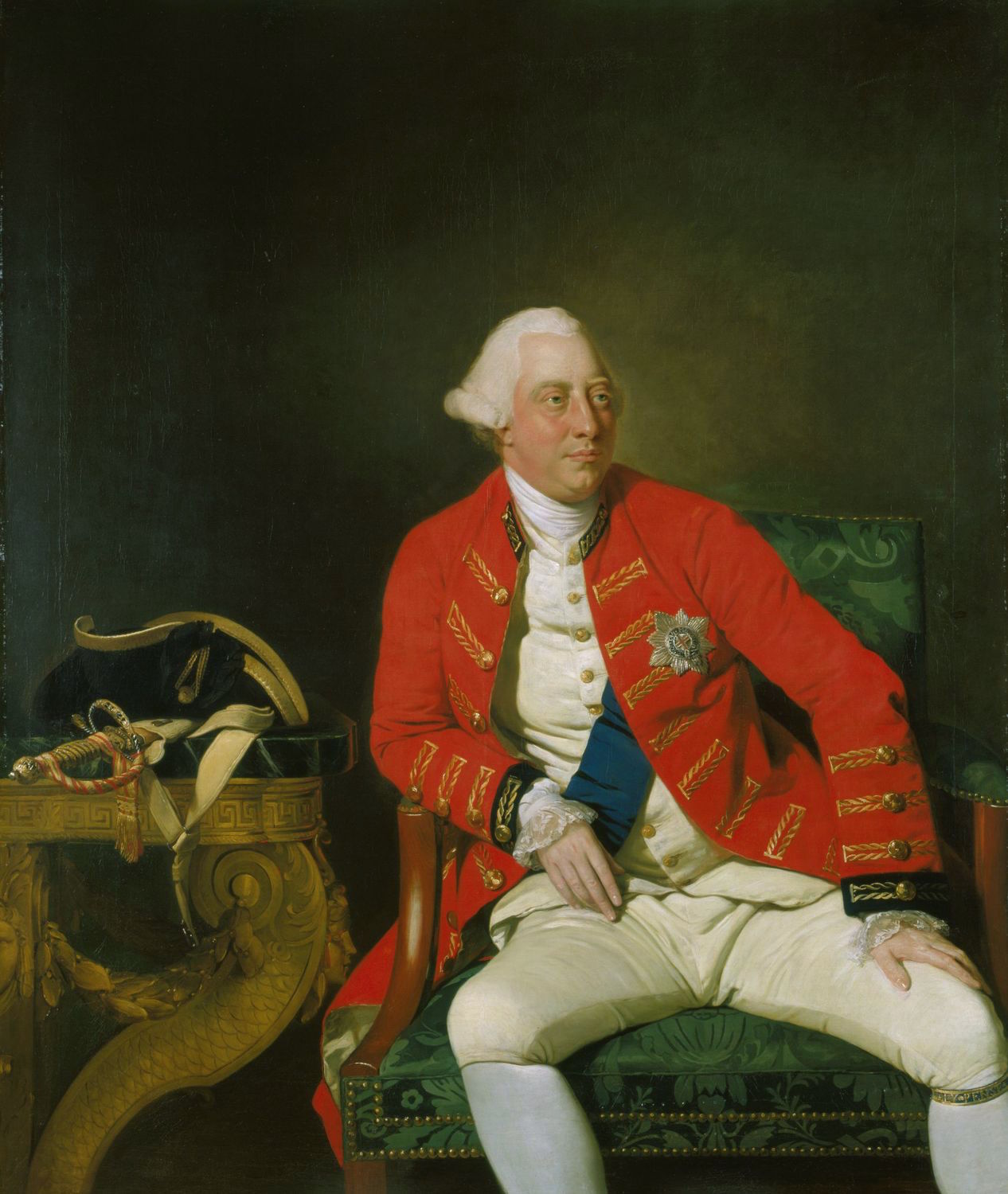
George III. gemalt von Johann Zoffany (1771)

Mit Unterstützung Pitts und des Königs hob Rockingham das unpopuläre Stempelgesetz auf. Er hatte jedoch Meinungsverschiedenheiten mit dem Kabinett und wurde im Juli 1766 durch Pitt ersetzt, der von Georg den Titel Earl of Chatham erhielt. Pitt erkrankte Ende 1767, woraufhin der Duke of Grafton die eigentlichen Regierungsgeschäfte übernahm (das Amt des Premierministers trat er formell erst im Oktober 1768 an). Politische Differenzen führten im Januar 1770 zu seinem Rücktritt, womit die Tories erneut an die Macht gelangten.
Georg war tief gläubig und betete stundenlang; seine Brüder teilten diese Frömmigkeit nicht. Er war entsetzt über ihre (aus seiner Sicht) fehlende Sittlichkeit. 1770 wurde sein Bruder Henry als Ehebrecher entlarvt; ein Jahr später heiratete er die junge Witwe Anne Horton. Der König hielt sie als Braut für ungeeignet, da sie aus einer niedrigeren Gesellschaftsschicht stammte und das deutsche Recht jegliche Nachkommen des Paares von der Thronfolge in Hannover ausschloss. Georg bestand auf einem neuen Gesetz, das jede Heirat für ungültig erklärte, die Mitglieder des britischen Königshauses vor Vollendung ihres 25. Lebensjahres ohne Zustimmung des Monarchen eingingen. Trotz Bedenken nahm das Parlament den Royal Marriages Act 1772 an. Wenig später enthüllte ein anderer Bruder, Prinz William Henry, dass er sechs Jahre zuvor heimlich Maria Walpole, die uneheliche Enkelin von Robert Walpole, geheiratet hatte. Die Nachricht bekräftigte Georgs Überzeugung, dass der Erlass des Gesetzes notwendig gewesen war, da Maria mit seinen politischen Gegnern verwandt war. Keine der beiden Frauen wurde jemals am Hof empfangen.
Die Regierung des neuen Premierministers Lord North musste sich vor allem mit der Amerikanischen Unabhängigkeitsbewegung auseinandersetzen. Um die Amerikaner zu besänftigen, wurden alle Zölle aufgehoben, mit Ausnahme der Teesteuer. Am 16. Dezember 1773 drangen Mitglieder der Sons of Liberty in den Hafen von Boston ein und warfen als Zeichen des politischen Protests drei Ladungen Tee ins Wasser; dieses Ereignis erhielt den Namen Boston Tea Party. In Großbritannien kam es zu einem Meinungsumschwung und Pitt stimmte mit Lord North überein, dass die Zerstörung des Tees „sicherlich kriminell“ gewesen sei. Mit klarer Unterstützung des Parlaments erließ Lord North Gesetze, um die Kolonisten zu bestrafen. Der Hafen Boston wurde geschlossen und das Statut von Massachusetts dahingehend geändert, dass das Oberhaus des dortigen Parlaments von der Krone ernannt anstatt vom Unterhaus gewählt wurde.

### Amerikanischer Unabhängigkeitskrieg
Der bewaffnete Konflikt brach am 19. April 1775 mit den Gefechten von Lexington und Concord aus. Nach einem letzten Appell des Zweiten Kontinentalkongresses an den König, die Palmzweigpetition, erklärten die Dreizehn Kolonien am 4. Juli 1776 ihre Unabhängigkeit von Großbritannien. Die Unabhängigkeitserklärung enthielt mehrere Passagen, die gegen den britischen König, das britische Parlament und die Briten im Allgemeinen gerichtet waren. Über Georg hieß es: „Er hat hier abgedankt … Er hat unsere Meere geplündert, unsere Küsten verwüstet, unsere Städte niedergebrannt und das Leben unserer Leute zerstört“ (He has abdicated Government here … He has plundered our seas, ravaged our Coasts, burnt our towns, and destroyed the lives of our people). Eine goldene Reiterstatue zu Ehren Georgs, die erst zehn Jahre zuvor in New York aufgestellt worden war, wurde niedergerissen. Obwohl die Briten im nachfolgenden Amerikanischen Unabhängigkeitskrieg zu Beginn im Vorteil waren, wendete sich das Blatt nach der Kapitulation von Generalleutnant John Burgoyne während der Schlacht von Saratoga am 17. Oktober 1777.

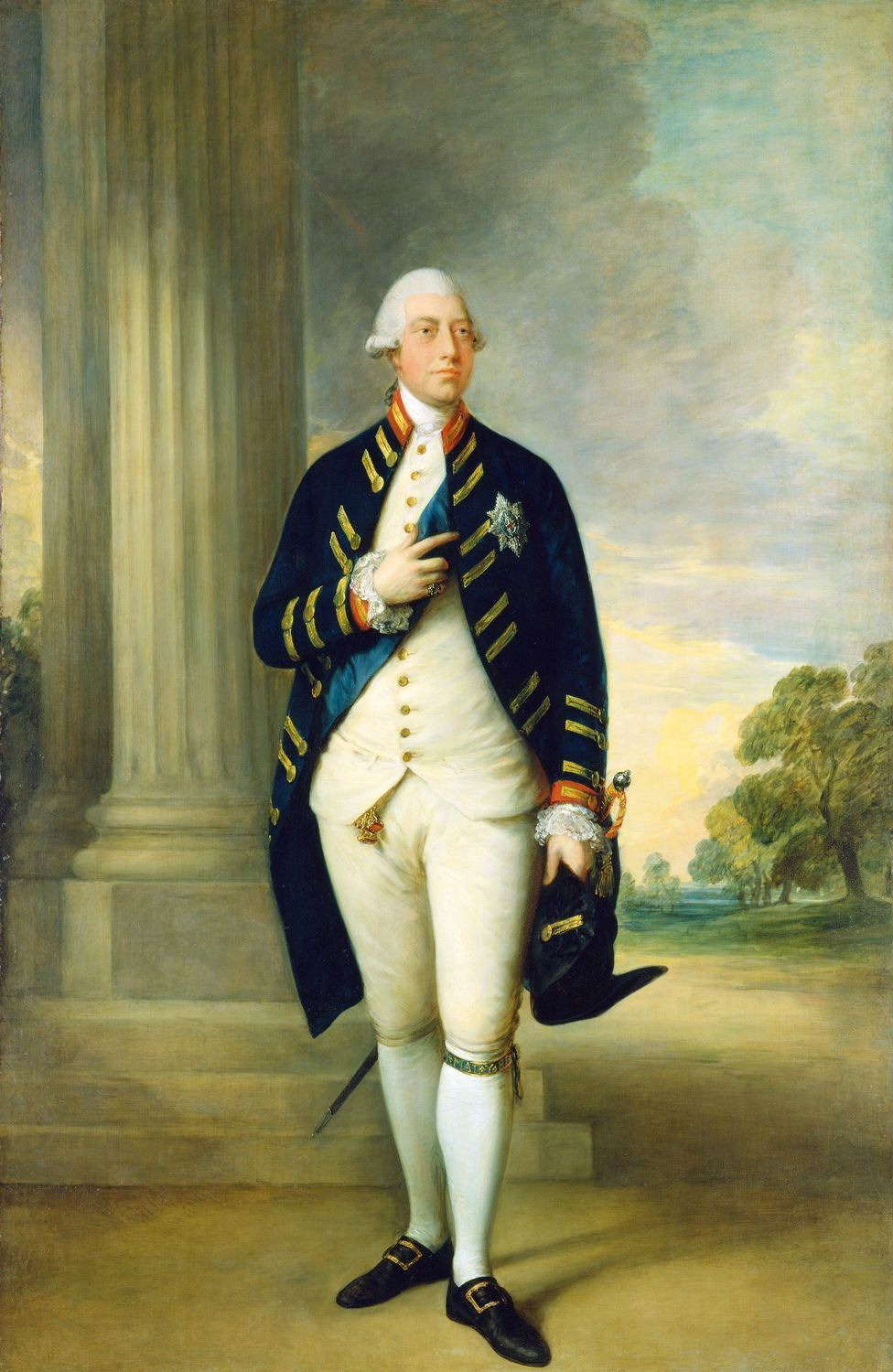
Georg III., gemalt von Thomas Gainsborough (1781)

Georg wird oft beschuldigt, er habe entgegen dem Rat seiner eigenen Minister stur am Krieg gegen die amerikanischen Revolutionäre festgehalten. Gemäß dem viktorianischen Historiker George Trevelyan war der König fest entschlossen, „nie die Unabhängigkeit der Amerikaner anzuerkennen und ihre Widerspenstigkeit mit der unbegrenzten Verlängerung des Krieges zu bestrafen.“ Er wollte „die Rebellen drangsalieren, verängstigen und verarmen lassen, bis schließlich Unzufriedenheit und Enttäuschung sich unweigerlich in Reue und Gewissensbisse verwandelten.“ Spätere Historiker halten Georg jedoch zugute, dass im Kontext der damaligen Zeit kein König bereitwillig ein derart großes Territorium aufgegeben hätte. Sein Verhalten sei weitaus weniger unbarmherzig gewesen als das jedes anderen der damals herrschenden europäischen Monarchen.
Nach den Rückschlägen in Amerika bat Lord North darum, zugunsten von William Pitt zurücktreten zu dürfen, da er diesen für fähiger hielt. Georg ging nicht darauf ein und schlug stattdessen vor, dass Pitt als untergeordneter Minister in Norths Regierung arbeiten solle. Pitt verweigerte die Kooperation und starb noch im selben Jahr. Zu Beginn des Jahres 1778 verbündete sich Frankreich mit den Vereinigten Staaten und der Konflikt eskalierte. Wenig später schlossen sich Spanien und die Niederlande dem Bündnis an. Lord Gower und Lord Weymouth traten aus der Regierung zurück. Auch Lord North bot seinen Rücktritt an, blieb aber auf Verlangen des Königs im Amt. Die Opposition gegen den kostspieligen Krieg nahm zu und war eine der Ursachen für die Gordon Riots in London im Juni 1780. Nachdem die Nachricht von Lord Cornwallis’ Kapitulation bei der Schlacht bei Yorktown London erreicht hatte, verlor Lord North seine Unterstützung im Parlament und trat im März 1782 zurück. Der König verfasste einen Abdankungsbrief, der aber nie zugestellt wurde. Schließlich nahm er die Niederlage in Nordamerika hin und erteilte die Ermächtigung, Friedensverhandlungen zu führen. Der Frieden von Paris, mit dem Großbritannien die Unabhängigkeit der Vereinigten Staaten anerkannte sowie Florida an Spanien und Tobago an Frankreich abtrat, wurde 1783 ratifiziert.

### Konflikte mit dem Parlament
Nach dem Zusammenbruch von Lord Norths Regierung 1782 wurde Lord Rockingham, ein Mitglied der Whig-Partei, zum zweiten Mal Premierminister, starb aber nur wenige Monate später. Der König ernannte daraufhin Lord Shelbourne als Ersatz. Der prominente Whig-Politiker Charles James Fox verweigerte jedoch die Zusammenarbeit mit Shelbourne und verlangte stattdessen die Ernennung des Duke of Portland. Im April 1783 zwang das House of Commons die Regierung Shelbournes zum Rücktritt. An ihre Stelle trat eine von Fox und Lord North angeführte Koalition. Der Duke of Portland war zwar Premierminister, doch die eigentliche Macht lag bei Fox und Lord North, dem Außen- und dem Innenminister.

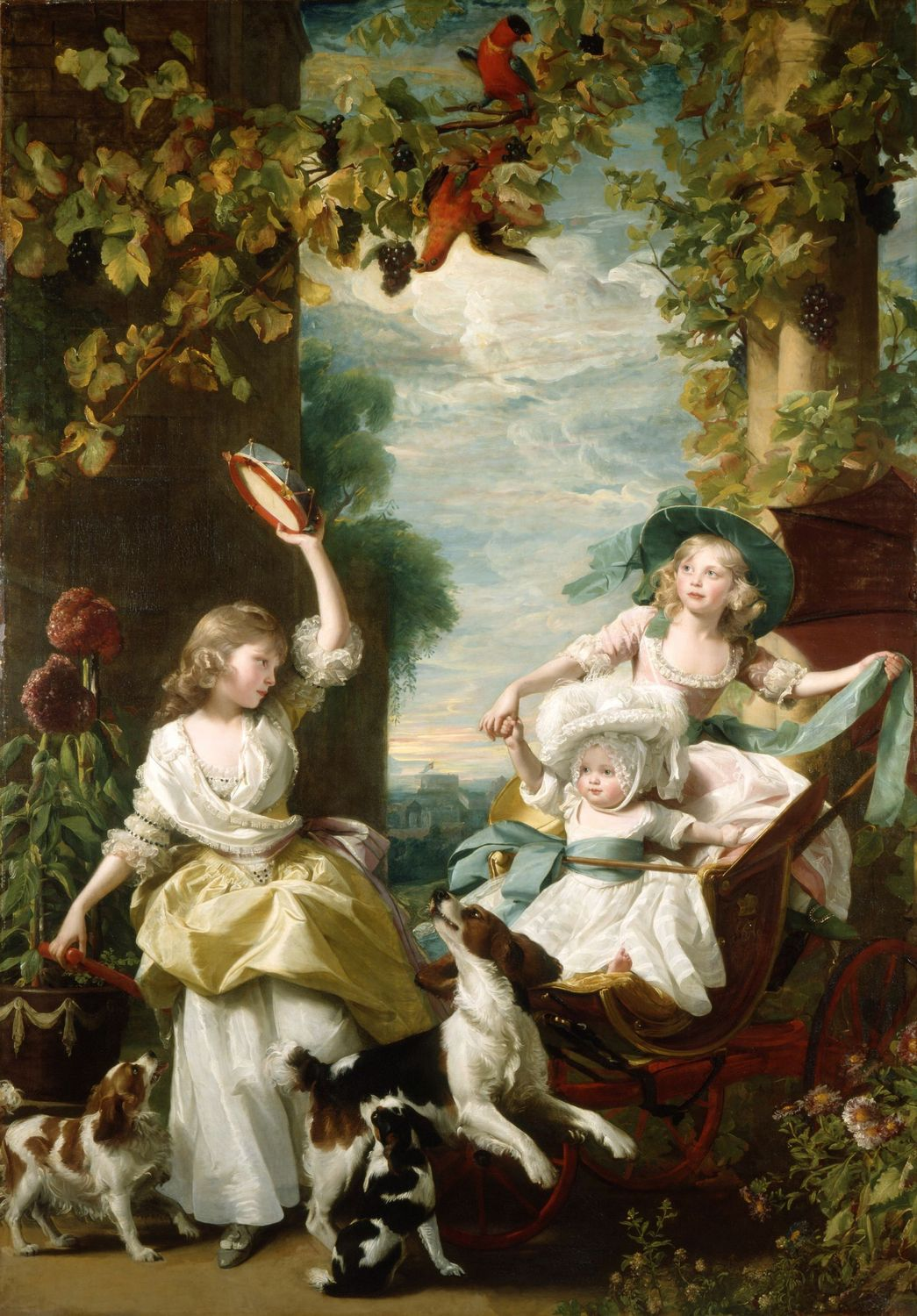
Die drei jüngsten Töchter Georgs III., gemalt von John Singleton Copley (ca. 1785)

Fox war dem König äußerst zuwider, sowohl aus politischen Gründen als auch wegen seines Charakters. Er hielt Fox für gewissenlos und fürchtete, er könnte einen schlechten Einfluss auf den Prince of Wales ausüben. Georg war verärgert darüber, dass er Minister ernennen musste, die nicht in seiner Gunst standen, doch Portlands Regierung sicherte sich rasch eine Mehrheit im House of Commons und konnte deshalb nicht so leicht ersetzt werden. Als Fox jedoch den India Bill einbrachte, sah Georg darin eine Gelegenheit, die ungeliebte Regierung loszuwerden. Das geplante Gesetz sah eine Regierungsreform für Indien vor, insbesondere sollte die politische Macht der Britischen Ostindien-Kompanie an eine Kommission des britischen Parlaments übertragen werden. Obwohl der König durchaus eine stärkere Kontrolle der Kompanie befürwortete, waren die vorgeschlagenen Kommissare alles politische Verbündete von Fox. Unmittelbar nach der Annahme des Gesetzes durch das House of Commons gab Georg Lord Temple den Auftrag, das House of Lords zu informieren, dass er jeden Peer, der für das Gesetz stimmte, als seinen Feind betrachten werde (gleichbedeutend mit einer sozialen Ächtung). Die Lords lehnten das Gesetz ab, woraufhin der König Portlands Regierung entließ und William Pitt den Jüngeren zum Premierminister ernannte, mit Lord Temple als Außenminister. Am 17. Dezember 1783 stimmte das Unterhaus einem Antrag zu, der den Einfluss des Monarchen auf die Entscheidung des Parlaments als „verbrecherisch“ verurteilte, und zwang Lord Temple zum Rücktritt. Temples Ausscheiden destabilisierte die Regierung. Sie verlor im März 1784 ihre Mehrheit und das Parlament wurde aufgelöst; die nachfolgenden Wahlen sicherten Pitt eine komfortable Mehrheit.

### Erste Krankheitsphase
Pitts Ernennung war für Georg III. ein großer Erfolg. Sie bewies, dass er noch immer die Macht besaß, Premierminister nach seinem eigenen Willen zu ernennen, ohne auf bestimmte Gruppen im Parlament Rücksicht nehmen zu müssen. Georg unterstützte eifrig viele von Pitts politischen Zielen. Um ihn zu unterstützen, schuf er viele neue Adelstitel, um die Zahl von Pitts Unterstützern im House of Lords zu erhöhen. Während und nach Pitts Amtszeit genoss Georg eine außerordentlich große Popularität. Die Bevölkerung bewunderte ihn für seine Frömmigkeit und für seine Treue zu seiner Ehefrau. Er mochte seine Kinder, unterwarf sie aber auch einem strengen Schulalltag und erwartete von ihnen, dass sie ein frommes und rechtschaffenes Leben führten. Als seine Kinder als junge Erwachsene von diesen Prinzipien abwichen, war er bestürzt und enttäuscht.
Georgs Gesundheit verschlechterte sich zusehends. Er litt an einer Geisteskrankheit, nach heutigen Erkenntnissen Symptome der genetisch bedingten Stoffwechselstörung Porphyrie (wobei es auch gegensätzliche Ansichten gibt). Eine 2005 veröffentlichte Untersuchung von Haaren des Königs ergab eine hohe Konzentration von Arsen, einem möglichen Auslöser der Krankheit. Woher das Arsen stammte, ist nicht bekannt, es könnte aber eine medizinische oder kosmetische Zutat gewesen sein. Der König hatte bereits 1765 eine kurze Krankheitsphase gehabt, doch eine längere Phase begann im Sommer 1788. Nach Ende der Parlamentssession begab er sich nach Cheltenham Spa, um sich zu erholen – obwohl nur 150 Kilometer entfernt, war es die weiteste Reise, die er jemals unternommen hatte. Trotz des Kuraufenthalts wurde sein geistiger Zustand im November schlimmer. Manchmal sprach er stundenlang ohne Pause, was zu Schaum an seinem Mund sowie zu Heiserkeit führte. Seine Ärzte konnten sich die Krankheit nicht erklären und es verbreiteten sich falsche Gerüchte über seinen Zustand, beispielsweise die Behauptung, er habe einen Baum für den König von Preußen gehalten und habe ihm die Hand (bzw. den Ast) schütteln wollen. Die Behandlungsmethoden für Geisteskrankheiten waren primitiv; die Ärzte des Königs behandelten ihn mit gewaltsamem Ruhigstellen oder mit ätzenden Wickeln, um ihm die „bösen Körpersäfte“ zu entziehen.

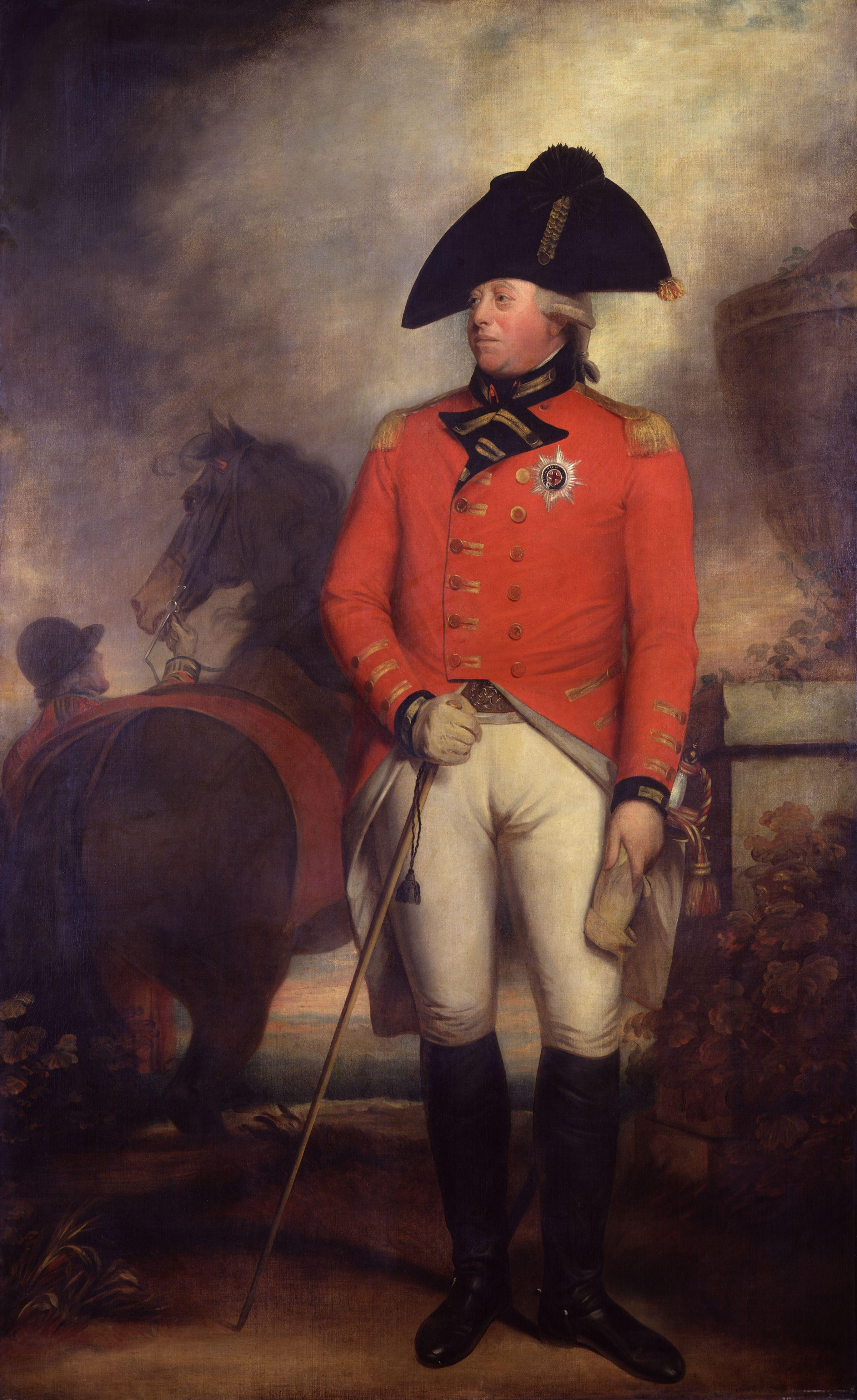
Georg III., gemalt von William Beechey (1799/1800)

Als das Parlament wieder zusammentrat, war der König nicht in der Lage, wie vorgeschrieben im Rahmen der Thronrede das Programm für die nächste Legislaturperiode zu verkünden. Das Parlament ignorierte den Brauch und begann über die Notwendigkeit einer Regentschaft zu debattieren. Fox war der Ansicht, dass der Thronfolger automatisch berechtigt sei, während der Krankheit des Königs die Rolle des Staatsoberhauptes zu übernehmen. Pitt hingegen argumentierte, es sei das alleinige Recht des Parlaments, einen Regenten zu ernennen. Trotz gegenteiliger Meinung bezüglich der rechtlichen Grundlage stimmten sie überein, dass der Prince of Wales die zweckmäßigste Wahl für einen Regenten sei. Pitt schlug einen juristischen Kunstgriff vor: Der Monarch konnte durch das Anbringen des Great Seal of the Realm auf einem Erlass Herrschaftsrechte an einen Lordkommissar übertragen. Nun sollte der Lordkanzler, der Verwahrer des Siegels, es ohne Zustimmung des Monarchen selbst anbringen. Zwar war die Handlung an sich eigentlich unrechtmäßig, doch die Gültigkeit des Erlasses konnte wegen des angebrachten Siegels vor Gericht nicht in Zweifel gezogen werden. Georgs zweitältester Sohn Friedrich August verurteilte Pitts Vorschlag als „verfassungswidrig und illegal“. Dennoch wurden die Lordkommissare ernannt und das Parlament mit zweimonatiger Verspätung eröffnet. Im Februar 1789 nahm das House of Commons den Regency Bill an, der den Prince of Wales ermächtigte, als Prinzregent zu herrschen. Doch bevor das House of Lords das Gesetz ebenfalls verabschieden konnte, hatte sich der König von seiner Krankheit erholt. Er erkannte nachträglich die Rechtmäßigkeit des Vorgehens an und übernahm wieder vollständig die Amtsgeschäfte.

### Koalitionskriege

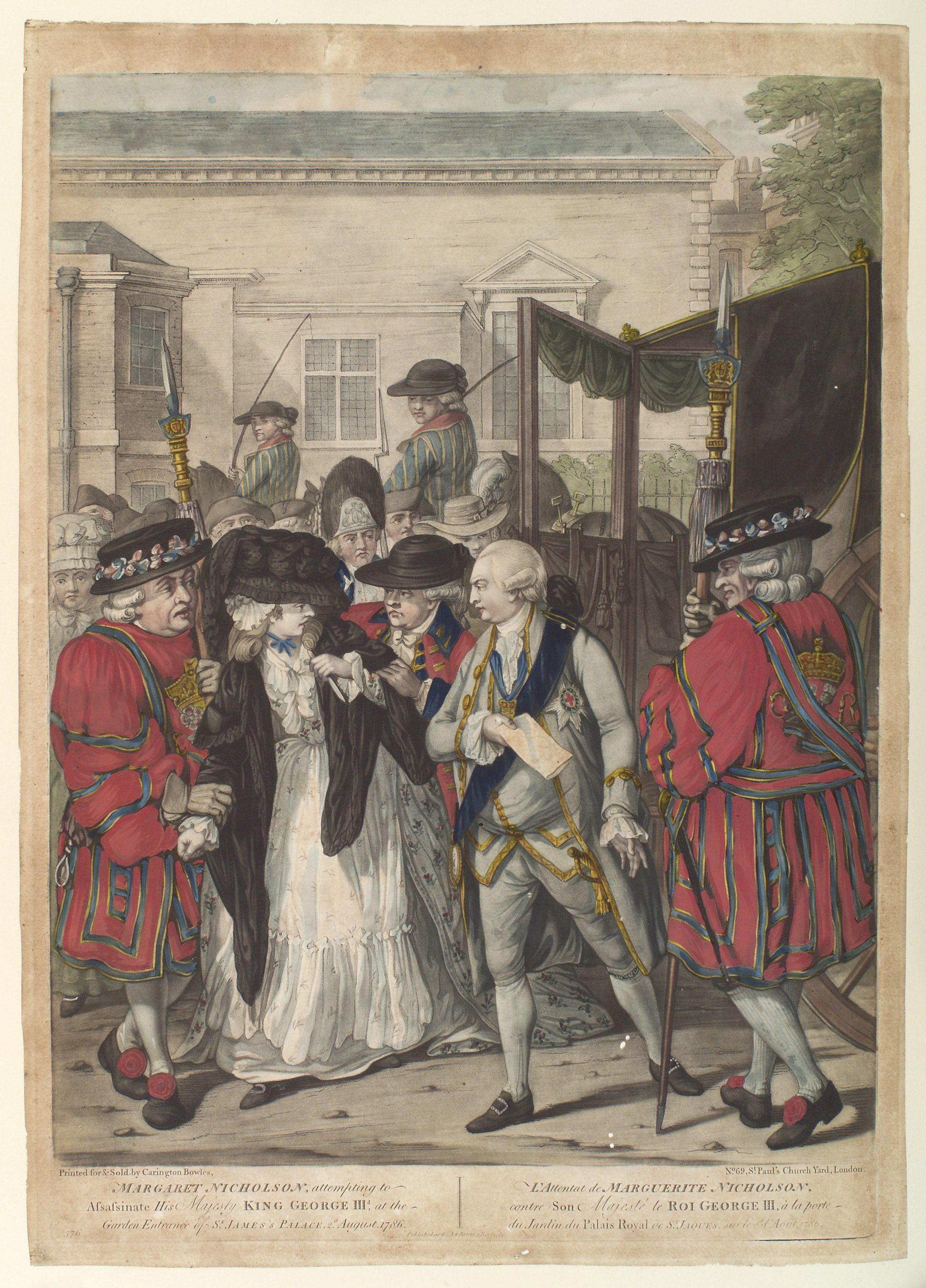
Mordanschlag von Margaret Nicholson auf den König, zeitgenössische Darstellung

Die Beliebtheit des Königs und Pitts nahm nach der Genesung auf Kosten Fox’ und des Prince of Wales weiter zu. Seine humane und verständnisvolle Behandlung zweier geistesgestörter Attentäter, Margaret Nicholson im Jahr 1786 und John Frith im Jahr 1790, steigerten seine Beliebtheit weiter. Am 15. Mai 1800 versuchte der frühere Soldat James Hadfield, den König im Drury Lane Theatre zu erschießen. Georg schien von dem Vorfall unbeeindruckt zu sein. Hadfield wurde wegen Unzurechnungsfähigkeit zwar nicht verurteilt, verbrachte aber den Rest seines Lebens im Irrenhaus.
Die Französische Revolution, die zum Sturz der französischen Monarchie führte, verunsicherte zahlreiche britische Grundbesitzer. Frankreich erklärte Großbritannien 1793 den Krieg und Georg erteilte Pitt die Erlaubnis, die Steuern zu erhöhen, Armeen zu mobilisieren und während des Krieges das Habeas Corpus zu suspendieren. Die erste Koalition mit Österreich, Preußen und Spanien brach 1795 auseinander, als Preußen und Spanien mit Frankreich einen Separatfrieden schlossen. Die zweite Koalition mit Österreich, Russland und dem Osmanischen Reich wurde im Jahr 1800 besiegt. Nur noch Großbritannien stellte sich Napoleon Bonaparte, dem Ersten Konsul der Französischen Republik, entgegen.
Eine ruhigere Kriegsphase im Jahr 1800 erlaubte es William Pitt, den seit 1798 anhaltenden Aufstand in Irland niederzuwerfen. Das Parlament verabschiedete daraufhin den Act of Union 1800. Mit diesem Gesetz wurden am 1. Januar 1801 das Königreich Großbritannien und das Königreich Irland zu einem einzigen Staat mit dem Namen Vereinigtes Königreich Großbritannien und Irland verschmolzen. Georg nutzte die Gelegenheit, um den Anspruch auf den französischen Thron aufzugeben, den die englischen und britischen Monarchen seit Eduard III. erhoben hatten. Pitt wollte gewisse rechtliche Benachteiligungen, die den Katholiken auferlegt worden waren, beseitigen. Georg stellte klar, dass mit der „Katholikenemanzipation“ sein Krönungseid gebrochen würde, mit dem die Monarchen versprechen, den Protestantismus zu verteidigen. Als seiner religiösen Reformpolitik immer mehr Widerstand erwuchs, drohte Pitt mit seinem Rücktritt. Etwa um dieselbe Zeit erlitt der König einen kurzen Rückfall und machte dafür seine Sorge um die Katholikenfrage verantwortlich. Pitt wurde am 14. März 1801 formell durch Henry Addington, den Speaker des House of Commons, ersetzt. Addington wandte sich gegen die Katholikenemanzipation, schaffte die Einkommensteuer ab und leitete ein Abrüstungsprogramm in die Wege. Im Oktober 1801 schloss er Frieden mit Frankreich und unterzeichnete im März 1802 den Frieden von Amiens.

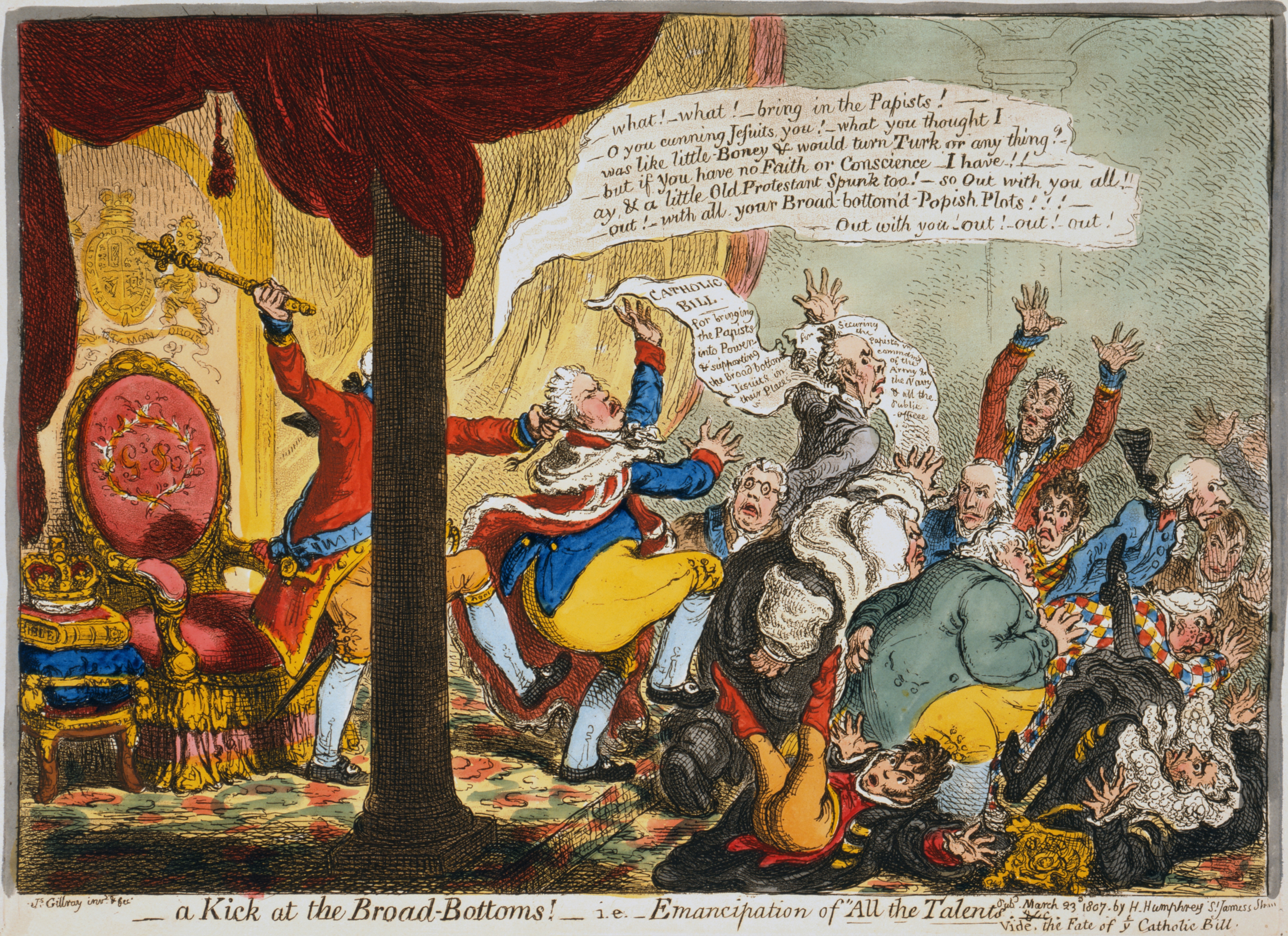
„Ein Tritt in die breiten Hintern“: Karikatur zur Entlassung der „Regierung aller Talente“ durch König Georg (1807)

Georg nannte den Vertrag mit Frankreich einen „experimentellen Frieden“. 1803 erklärten sich beide Länder gegenseitig den Krieg, doch die öffentliche Meinung traute Addington nicht zu, das Land in den Krieg zu führen, und zog Pitt vor. Georgs Inspektion von 27.000 Freiwilligen im Londoner Hyde Park am 26. und 28. Oktober 1803 zog an beiden Tagen mehr als 500.000 Schaulustige an. 1804 war Georg erneut für kurze Zeit von einem Anfall betroffen. Im Mai desselben Jahres übernahm Pitt wieder die Regierungsverantwortung. Er wollte Fox in sein Kabinett aufnehmen, doch Georg verweigerte die Zustimmung, da dieser den Prince of Wales zu einem ausschweifenden und teuren Lebensstil ermutigt hatte. William Grenville hielt dies für eine Ungerechtigkeit Fox gegenüber und weigerte sich, der neuen Regierung anzugehören. Pitt ließ nun stark aufrüsten und brachte die dritte Koalition mit Österreich, Russland und Schweden zustande. Diese Koalition brach jedoch im Dezember 1805 nach der Schlacht bei Austerlitz zusammen. Die Gefahr der Eroberung Großbritanniens durch Napoleons Truppen war allerdings wenige Wochen zuvor durch Horatio Nelsons Sieg in der Schlacht von Trafalgar gebannt worden.
Die Rückschläge auf dem Festland wirkten sich negativ auf Pitts Gesundheit aus. Nach dessen Tod im Januar 1806 übernahm Grenville das Amt des Premierministers. In seiner „Regierung aller Talente“ war auch Fox vertreten. Georg war betrübt darüber, dass ihm aufgrund der öffentlichen Meinung keine andere Wahl blieb, als dessen Ernennung zu akzeptieren. Nach Fox’ Tod im September 1806 kam es zwischen dem König und der Regierung zu heftigen Meinungsverschiedenheiten. Um die Zahl der Rekruten zu erhöhen, schlug die Regierung im Februar 1807 ein Gesetz vor, das es Katholiken erlauben sollte, in der Armee zu dienen. Georg forderte die Regierung auf, den Gesetzesvorschlag fallenzulassen. Die Regierung entsprach diesem Wunsch, weigerte sich aber, eine Erklärung zu unterschreiben, dass sie diese Frage in Zukunft nicht mehr erörtern werde. Im März 1807 ernannte der König den Duke of Portland ein zweites Mal zum Premierminister, doch die eigentliche Macht lag beim Schatzkanzler Spencer Perceval. Das Parlament wurde aufgelöst und bei den nachfolgenden Wahlen erhielt die Regierung eine deutliche Mehrheit im House of Commons. Georg III. traf während seiner restlichen Herrschaftszeit keine wichtigen politischen Entscheidungen mehr. Die Ablösung des im Oktober 1809 verstorbenen Duke of Portland durch Spencer Perceval war nur eine Formsache und hatte keine größere politische Bedeutung.

### Letzte Jahre

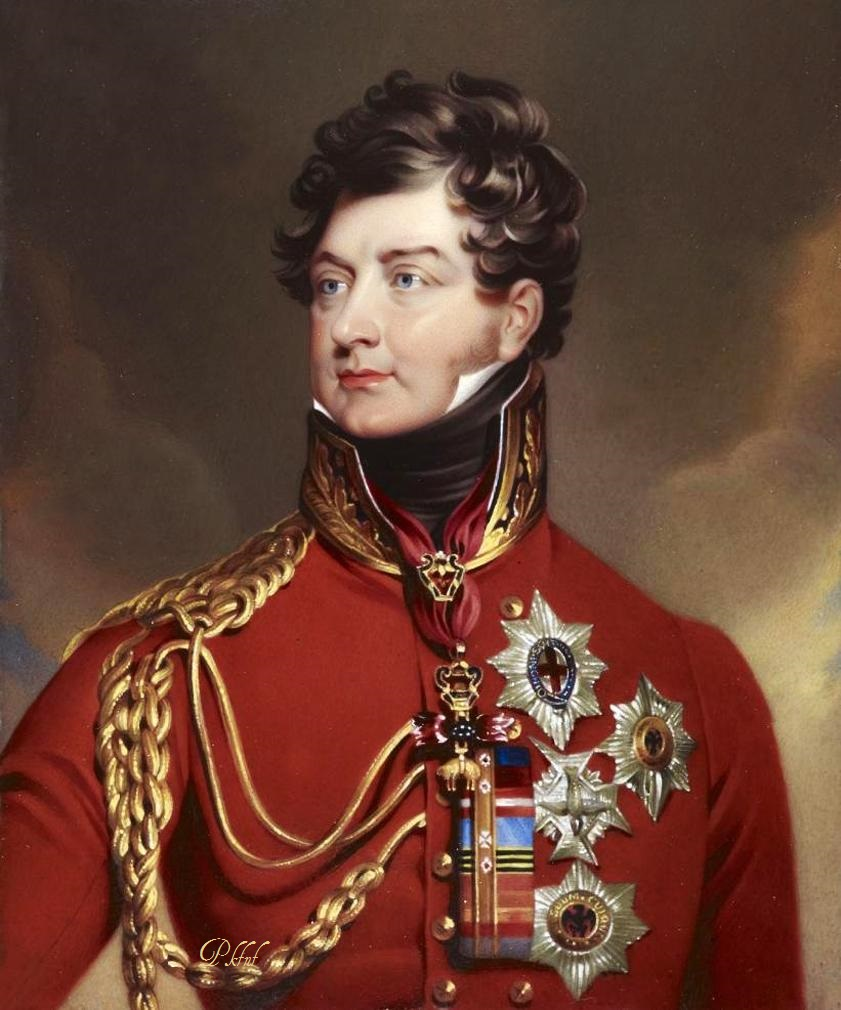
Der älteste Sohn, der spätere König Georg IV., übernahm als Regent die Amtsgeschäfte

Georg, der aufgrund von Grauem Star fast blind war und auch an Rheuma litt, erkrankte Ende 1810 ernsthaft. Seiner Ansicht nach war die Krankheit durch den Stress ausgelöst worden, an dem er litt, nachdem er vom Tod seiner jüngsten Tochter Amalia erfahren hatte. Er akzeptierte die Notwendigkeit des Regency Act 1811, und der Prince of Wales übernahm die Regentschaft für den Rest seines Lebens. Ende des Jahres 1811 verfiel er endgültig dem Wahnsinn. Bis zu seinem Tod lebte er in Abgeschiedenheit im Windsor Castle. Premierminister Spencer Perceval wurde 1812 ermordet; auf ihn folgte Lord Liverpool. Während dessen Regierungszeit errang Großbritannien den endgültigen Sieg in den Koalitionskriegen. Der nachfolgende Wiener Kongress führte zu bedeutenden territorialen Gewinnen für Hannover, und das Kurfürstentum wurde zu einem Königreich aufgewertet.
Georgs Gesundheitszustand verschlechterte sich zusehends. Er litt an Demenz, erblindete vollends und war auch zunehmend taub. Er war nicht in der Lage, zu begreifen, dass er 1814 zum König von Hannover erklärt worden oder dass seine Frau 1818 gestorben war. Über Weihnachten 1819 erlitt er einen besonders heftigen Anfall, sprach 58 Stunden lang ununterbrochen wirr und war in den letzten Wochen seines Lebens nicht in der Lage zu gehen. Er starb am 29. Januar 1820 um 20:38 Uhr (sechs Tage nach dem Tod seines vierten Sohnes Eduard August) im Beisein seines Lieblingssohnes Friedrich August. Am 16. Februar wurde Georg III. in der St George’s Chapel von Windsor Castle begraben.
Sein ältester Sohn trat als Georg IV. die Thronfolge an. Nach ihm folgte 1830 Georgs drittältester Sohn Wilhelm IV. Auch dieser starb ohne legitime Nachkommen, so dass die Krone 1837 an Victoria überging, als letzte Monarchin aus dem Haus Hannover. Georg III., der im Alter von 81 Jahren starb, herrschte 59 Jahre und 3 Monate lang. Keiner seiner Vorgänger war älter geworden oder hatte länger regiert. Nur die Königinnen Victoria (63 Jahre und 7 Monate) und Elisabeth II. (70 Jahre und 7 Monate) waren länger auf dem Thron.

## Vermächtnis
Georg erhielt von Satirikern den Spitznamen Farmer George („Bauer Georg“). Diese machten sich zuerst über sein Interesse an alltäglichen Dingen anstatt an der Politik lustig. Später diente der Spitzname dazu, den Kontrast zwischen seiner häuslichen Genügsamkeit und dem Prunk seines Sohnes hervorzuheben sowie um ihn als Mann des Volkes darzustellen. Der König zeigte sich sehr an der Landwirtschaft interessiert. Während seiner Herrschaftszeit erreichte die britische landwirtschaftliche Revolution ihren Höhepunkt, während in der Wissenschaft und der Industrie große Fortschritte erzielt wurden. Die ländliche Bevölkerung wuchs in einem nie gekannten Maße und stellte die meisten Arbeitskräfte für die gleichzeitige industrielle Revolution. Georgs Sammlung mathematischer und wissenschaftlicher Instrumente befindet sich heute im Londoner Science Museum. Er finanzierte den Bau und den Unterhalt von Wilhelm Herschels Teleskop, dem bis dahin größten der Welt. Herschel entdeckte 1781 den Planeten Uranus, den er zuerst als Georgium Sidus („Georgs Stern“) bezeichnete. Georgs 65.000 Bücher zählende Privatbibliothek kam 1823 zur Bibliothek des British Museum. Heute befindet sich die King’s Library in der British Library in einem sechsstöckigen und 17 Meter hohen Glasturm.
Georg III. war in Nordamerika zunächst recht beliebt, büßte aber bis Mitte der 1770er Jahre die Loyalität der revolutionären amerikanischen Kolonisten ein. Man geht jedoch davon aus, dass fast die Hälfte der Kolonisten loyal blieb. Die in der Unabhängigkeitserklärung vorgebrachten Beschwerden wurden als „wiederholte Missbräuche und Rechtsbrüche“ präsentiert, die der König begangen habe, um eine „absolute Tyrannei“ über die Kolonien zu etablieren. Die einseitige Wortwahl der Erklärung trug wesentlich dazu bei, dass die amerikanische Öffentlichkeit Georg für einen Tyrannen hielt. Zeitgenössische Berichte über Georgs Leben lassen sich in zwei Gruppen teilen: Die eine konzentrierte sich auf die „in der späteren Phase seiner Herrschaft dominanten Einstellungen, als der König zu einem verehrten Symbol nationalen Widerstandes gegen französische Macht und französische Ideen geworden war.“ Die anderen „leiteten ihre Ansichten vom erbitterten parteiischen Streit in den ersten zwei Jahrzehnten seiner Herrschaft ab und gaben in ihren Werken die Ansichten der Opposition wieder.“ Britische Historiker des 19. und frühen 20. Jahrhunderts wie George Trevelyan und Erskine May stützten sich auf die letztere Gruppe und begünstigten feindselige Interpretationen von Georgs Leben. Die Arbeit von Lewis Namier, der dachte, Georg sei „viel geschmäht“ worden, führte ab Mitte des 20. Jahrhunderts zu einer Neubeurteilung seiner Person und seiner Herrschaft. Historiker der zweiten Hälfte des 20. Jahrhunderts neigen dazu, Georg verständnisvoll zu behandeln und ihn als Opfer von Umständen und Krankheit zu betrachten. Herbert Butterfield lehnte die Argumente seiner viktorianischen Vorgänger mit vernichtender Geringschätzung ab: „Erskine May ist ein gutes Beispiel dafür, wie ein Historiker aufgrund eines Übermaßes an Brillanz zum Irrtum geraten kann. Seine Kompetenz zur Synthese und seine Fähigkeit, die verschiedenen Teile der Beweisführung aufeinander abzustimmen … führten ihn zu einer tiefgründigeren und komplizierteren Ausschmückung des Irrtums als bei einigen seiner umständlicheren Vorgänger … er fügte ein doktrinäres Element in seine Geschichte ein … das ihn immer weiter von der Wahrheit entfernt brachte.“ Durch die Fortführung des Kriegs mit den amerikanischen Kolonisten glaubte Georg III., er verteidige das Recht des gewählten Parlaments, Steuern zu erheben, während die Expansion seiner eigenen Macht oder Herrschaftsrechte keine Rolle spielte. Moderne Historiker sind der Meinung, dass während seiner langen Herrschaft die Monarchie weiter an politischer Macht einbüßte und sich zur Verkörperung der nationalen Moral entwickelte.
Georgs Wahnsinn wird im 1994 gedrehten Film King George – Ein Königreich für mehr Verstand (The Madness of King George) thematisiert. Der Film basiert auf dem Theaterstück The Madness of George III von Alan Bennett. Die teils humoristische, teils tragische Handlung spielt während Georgs erstem Wahnsinnsanfall in den Jahren 1788/89, hält sich jedoch nur zum Teil an die historischen Fakten. Die Rolle des Königs wird von Nigel Hawthorne verkörpert, der dafür den Laurence Olivier Award erhielt und für einen Oscar nominiert wurde. In Carol Reeds Spielfilm The Young Mr. Pitt (1942) wurde Georg von Raymond Lovell dargestellt und in Beau Brummell – Rebell und Verführer (Beau Brummell, 1954) von Robert Morley. Georg III. und seiner Krankheit ist das Musiktheater-Werk Eight Songs for a Mad King (1968) des Avantgarde-Komponisten Peter Maxwell Davies gewidmet.

## Genealogie

### Vorfahren
| Ahnentafel König Georg III.  | Ahnentafel König Georg III.                                                                         | Ahnentafel König Georg III.                                                                      | Ahnentafel König Georg III.                                                                                          | Ahnentafel König Georg III.                                                                                    | Ahnentafel König Georg III.                                                                                             | Ahnentafel König Georg III.                                                                                             | Ahnentafel König Georg III.                                                                                         | Ahnentafel König Georg III.                                                                                         |
| ---------------------------- | --------------------------------------------------------------------------------------------------- | ------------------------------------------------------------------------------------------------ | --- | --- | --- | --- | --- | --- |
| Ururgroßeltern               | Kurfürst Ernst August von Braunschweig-Lüneburg (1629–1698) ⚭ 1658 Sophie von der Pfalz (1630–1714) | Fürst Georg Wilhelm von Braunschweig-Lüneburg (1624–1705) ⚭ 1676 Eleonore d’Olbreuse (1639–1722) | Markgraf Albrecht II. von Brandenburg-Ansbach (1620–1667) ⚭ 1651 Sophie Margarete zu Oettingen-Oettingen (1634–1664) | Herzog Johann Georg I. von Sachsen-Eisenach (1634–1686) ⚭ Johanetta von Sayn-Wittgenstein (1626–1701)          | Herzog Ernst I. von Sachsen-Gotha-Altenburg (1601–1675) ⚭ 1636 Elisabeth Sophia von Sachsen-Altenburg (1619–1680)       | Herzog August von Sachsen-Weißenfels (1614–1680) ⚭ 1647 Anna Maria von Mecklenburg (1627–1669)                          | Herzog August von Sachsen-Weißenfels (1614–1680) ⚭ 1647 Anna Maria von Mecklenburg (1627–1669)                      | Fürst Johann VI. von Anhalt-Zerbst (1621–1667) ⚭ 1649 Sophie Auguste von Schleswig-Holstein-Gottorf (1630–1680)     |
| Urgroßeltern                 | König Georg I. (1660–1727) ⚭ 1682 Sophie Dorothea von Braunschweig-Lüneburg (1666–1726)             | König Georg I. (1660–1727) ⚭ 1682 Sophie Dorothea von Braunschweig-Lüneburg (1666–1726)          | Markgraf Johann Friedrich von Brandenburg-Ansbach (1654–1686) ⚭ 1681 Eleonore von Sachsen-Eisenach (1662–1696)       | Markgraf Johann Friedrich von Brandenburg-Ansbach (1654–1686) ⚭ 1681 Eleonore von Sachsen-Eisenach (1662–1696) | Herzog Friedrich I. von Sachsen-Gotha-Altenburg (1645–1691) ⚭ 1669 Magdalena Sibylle von Sachsen-Weißenfels (1648–1681) | Herzog Friedrich I. von Sachsen-Gotha-Altenburg (1645–1691) ⚭ 1669 Magdalena Sibylle von Sachsen-Weißenfels (1648–1681) | Fürst Karl Wilhelm von Anhalt-Zerbst (1652–1718) ⚭ 1676 Sophia von Sachsen-Weißenfels (1654–1724)                   | Fürst Karl Wilhelm von Anhalt-Zerbst (1652–1718) ⚭ 1676 Sophia von Sachsen-Weißenfels (1654–1724)                   |
| Großeltern                   | König Georg II. (1683–1760) ⚭ 1705 Caroline von Brandenburg-Ansbach (1683–1727)                     | König Georg II. (1683–1760) ⚭ 1705 Caroline von Brandenburg-Ansbach (1683–1727)                  | König Georg II. (1683–1760) ⚭ 1705 Caroline von Brandenburg-Ansbach (1683–1727)                                      | König Georg II. (1683–1760) ⚭ 1705 Caroline von Brandenburg-Ansbach (1683–1727)                                | Herzog Friedrich II. von Sachsen-Gotha-Altenburg (1676–1732) ⚭ 1696 Magdalena Augusta von Anhalt-Zerbst (1679–1740)     | Herzog Friedrich II. von Sachsen-Gotha-Altenburg (1676–1732) ⚭ 1696 Magdalena Augusta von Anhalt-Zerbst (1679–1740)     | Herzog Friedrich II. von Sachsen-Gotha-Altenburg (1676–1732) ⚭ 1696 Magdalena Augusta von Anhalt-Zerbst (1679–1740) | Herzog Friedrich II. von Sachsen-Gotha-Altenburg (1676–1732) ⚭ 1696 Magdalena Augusta von Anhalt-Zerbst (1679–1740) |
| Eltern                       | Prinz Friedrich Ludwig (1707–1751) ⚭ 1736 Augusta von Sachsen-Gotha-Altenburg (1719–1772)           | Prinz Friedrich Ludwig (1707–1751) ⚭ 1736 Augusta von Sachsen-Gotha-Altenburg (1719–1772)        | Prinz Friedrich Ludwig (1707–1751) ⚭ 1736 Augusta von Sachsen-Gotha-Altenburg (1719–1772)                            | Prinz Friedrich Ludwig (1707–1751) ⚭ 1736 Augusta von Sachsen-Gotha-Altenburg (1719–1772)                      | Prinz Friedrich Ludwig (1707–1751) ⚭ 1736 Augusta von Sachsen-Gotha-Altenburg (1719–1772)                               | Prinz Friedrich Ludwig (1707–1751) ⚭ 1736 Augusta von Sachsen-Gotha-Altenburg (1719–1772)                               | Prinz Friedrich Ludwig (1707–1751) ⚭ 1736 Augusta von Sachsen-Gotha-Altenburg (1719–1772)                           | Prinz Friedrich Ludwig (1707–1751) ⚭ 1736 Augusta von Sachsen-Gotha-Altenburg (1719–1772)                           |
| König Georg III. (1738–1820) | |                                                                                                  | | | | | | |

### Nachkommen
| Name                                                                   | Geburt             | Tod                | Anmerkungen |
| ---------------------------------------------------------------------- | ------------------ | ------------------ | --- |
| Georg IV.                                                              | 12. August 1762    | 26. Juni 1830      | a) 1785 unrechtmäßig verheiratet mit Maria Fitzherbert (ungültig gemäß Royal Marriages Act 1772), keine Nachkommen b) 1795 verheiratet mit Prinzessin Caroline von Braunschweig-Wolfenbüttel, mit Nachkommen |
| Frederick Augustus, Duke of York and Albany                            | 16. August 1763    | 5. Januar 1827     | 1791 verheiratet mit Prinzessin Friederike von Preußen, keine Nachkommen |
| Wilhelm IV.                                                            | 21. August 1765    | 20. Juni 1837      | 1818 verheiratet mit Prinzessin Adelheid von Sachsen-Meiningen, keine überlebenden legitimen Nachkommen |
| Charlotte Auguste                                                      | 29. September 1766 | 5. Oktober 1828    | 1797 verheiratet mit König Friedrich I. von Württemberg, keine Nachkommen |
| Edward Augustus, Duke of Kent and Strathearn                           | 2. November 1767   | 23. Januar 1820    | 1818 verheiratet mit Prinzessin Victoire von Sachsen-Coburg-Saalfeld, mit Nachkommen (Victoria) |
| Augusta Sophia                                                         | 8. November 1768   | 22. September 1840 | unverheiratet, keine Nachkommen |
| Elisabeth                                                              | 22. Mai 1770       | 10. Januar 1840    | 1818 verheiratet mit Landgraf Friedrich VI. von Hessen-Homburg, keine Nachkommen |
| Ernst August I., König von Hannover, Duke of Cumberland and Teviotdale | 5. Juni 1771       | 18. November 1851  | 1815 verheiratet mit Prinzessin Friederike von Mecklenburg-Strelitz, mit Nachkommen |
| Augustus Frederick, Duke of Sussex                                     | 27. Januar 1773    | 21. April 1843     | a) 1793 verheiratet mit Augusta Murray (Ehe gemäß Royal Marriages Act ungültig und 1794 aufgehoben), mit Nachkommen b) 1831 verheiratet mit Cecilia Underwood, 1. Duchess of Inverness, keine Nachkommen     |
| Adolphus Frederick, 1. Duke of Cambridge                               | 24. Februar 1774   | 8. Juli 1850       | 1818 verheiratet mit Prinzessin Auguste von Hessen, mit Nachkommen |
| Maria, Duchess of Gloucester                                           | 25. April 1776     | 30. April 1857     | 1816 verheiratet mit William Frederick, Duke of Gloucester and Edinburgh, keine Nachkommen |
| Sophia                                                                 | 3. November 1777   | 27. Mai 1848       | unverheiratet, keine Nachkommen |
| Octavius                                                               | 23. Februar 1779   | 3. Mai 1783        | |
| Alfred                                                                 | 22. September 1780 | 20. August 1782    | |
| Amalia                                                                 | 7. August 1783     | 2. November 1810   | unverheiratet, keine Nachkommen |

## Herrschaftssymbole

### Titel
In Großbritannien verwendete Georg III. den offiziellen Titel „George the Third, by the Grace of God, King of Great Britain, France and Ireland, Defender of the Faith, etc.“ (Georg der Dritte, durch die Gnade Gottes König von Großbritannien, Frankreich und Irland, Verteidiger des Glaubens etc.) Als im Jahr 1801 Großbritannien und Irland vereinigt wurden, nahm Georg die Gelegenheit wahr, den rein theoretischen Anspruch auf den französischen Thron fallenzulassen. Auf offiziellen Dokumenten war der Titel König von Frankreich jedoch noch bis 1815 enthalten und wurde erst 1820 endgültig aufgegeben. Auch ließ er die Phrase „etc.“ streichen, die während der Herrschaft von Elisabeth I. angefügt worden war. Von da an lautete sein Titel „George the Third, by the Grace of God, of the United Kingdom of Great Britain and Ireland King, Defender of the Faith“ (Georg der Dritte, durch die Gnade Gottes König des Vereinigten Königreichs Großbritannien und Irland, Verteidiger des Glaubens).
Georg war der Souverän des Hosenbandordens (ab 1760), des Distelordens (ab 1760), des Order of the Bath (ab 1760), des Order of Saint Patrick (ab 1783), des Guelphen-Ordens (ab 1815) und des Order of St. Michael and St. George (ab 1818).

### Wappen

Unterschiede im Wappen
Als George, Prince of Wales (1751–1760)
Als König Georg III. von Großbritannien und Irland (1760–1801)
Als König Georg III. des Vereinigten Königreichs (1801–1816), mit einem Kurhut über dem Herzschild für das Kurfürstentum Braunschweig-Lüneburg
Als König Georg III. des Vereinigten Königreichs (1816–1820), nach Standeserhöhung mit einer Königskrone über dem Herzschild für das Königreich Hannover

### Münzen

Verschiedene Münzen
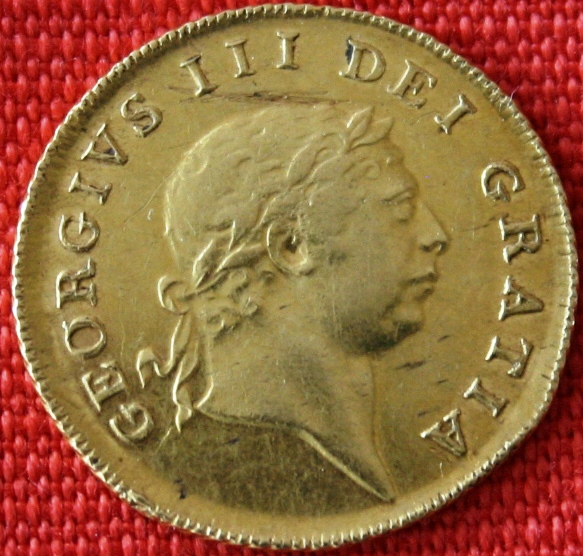
Halbguinee von 1804
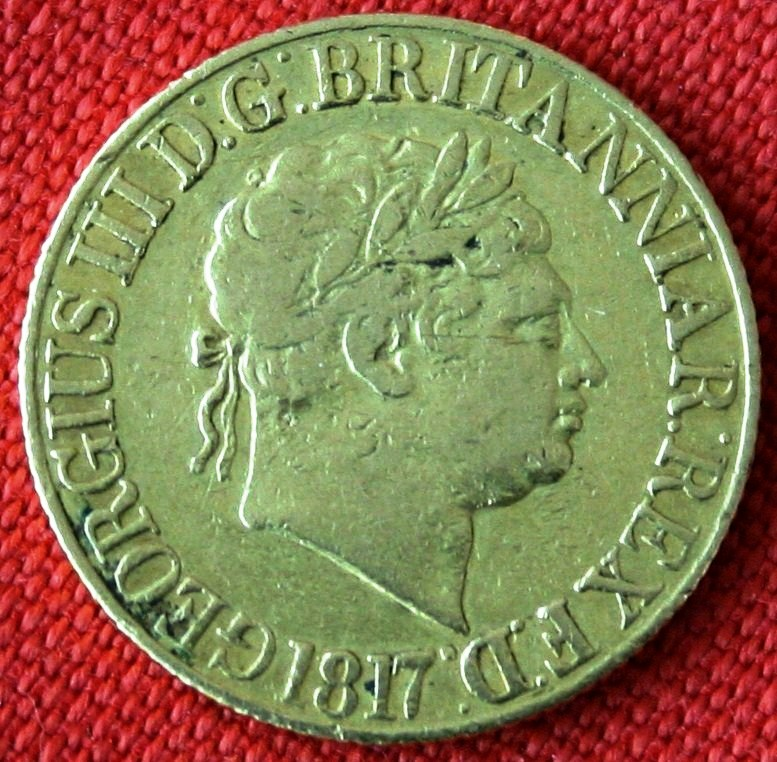
Sovereign von 1817
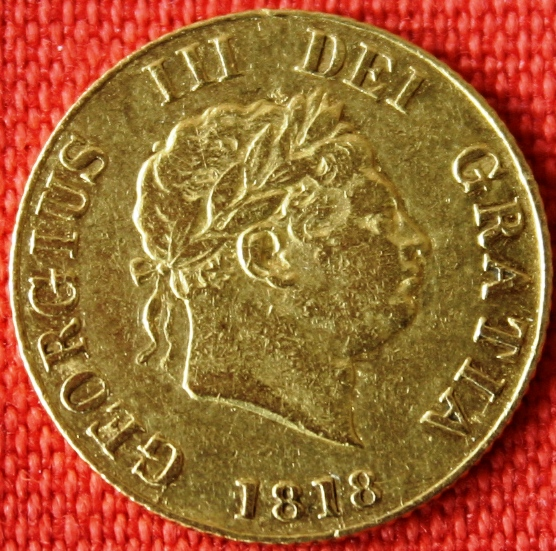
Halbsovereign aus 1818

### Ehrungen
Nach Georg III. sind benannt:
- St. George’s, die Hauptstadt des Inselstaates Grenada
- King George Island mit der King George Bay in den Südlichen Shetlandinseln
- Südgeorgien, ein Teil von Südgeorgien und den Südlichen Sandwichinseln
- George Town, Hauptstadt des Bundesstaates Penang (Malaysia)
- die Georgstraße, Haupteinkaufsstraße von Hannover
- die Moosgattung Georgia Ehrh. ex  Müll.Hal. aus der Familie der Tetraphidaceae[82]

## Dokumentarfilm
- arte.tv: Georg III. – Der Wahnsinnige (45 Min.) Teil 3 der vierteiligen Doku Britanniens deutsche Dynastie. (Verfügbar bis zum 31. August 2029)